# Многоозёрный
Многоозёрный — посёлок в Троицком районе Алтайского края. Административный центр Южаковского сельсовета.

## География
Посёлок расположен на высоте 208 м над уровнем моря.

## История
Основан в 1939 году. Решением Троицкого райисполкома от 11 мая 1960 года № 171 населённому пункту Южаковский второй лесозаготовительный участок присвоено наименование посёлок Многоозёрный.

## Население
| 1997 | 1998 | 1999 | 2000 | 2001 | 2002 |
| ---- | ---- | ---- | ---- | ---- | ---- |
| 901  | ↗907 | ↘904 | ↘837 | ↘814 | ↘771 |
| 2003 | 2004 | 2005 | 2006 | 2007 | 2008 |
| ↘705 | ↗751 | ↘725 | ↘676 | ↘649 | ↘581 |
| 2009 | 2010 | 2011 | 2012 | 2013 |      |
| ↗584 | ↘445 | ↗446 | ↘409 | ↘380 |      |

## Улицы
| - ул. Залинейная, - ул. Западная, - ул. Лесная, - ул. Лесозаготовителей, - ул. Молодёжная, | - ул. Нагорная, - ул. Октябрьская, - ул. Промышленная, - ул. Рабочая, - ул. Светлая, | - ул. Солнечная, - ул. Сосновая, - ул. Центральная, - ул. Школьная, - ул. Юбилейная. |